# Vlčice (Jeseník)
Vlčice é uma comuna checa localizada na região de Olomouc, distrito de Jeseník.